# Saint-Paul-Flaugnac
Saint-Paul-Flaugnac – gmina we Francji, w regionie Oksytania, w departamencie Lot. W 2013 roku liczba ludności na terenie obecnej gminy wynosiła 982 mieszkańców. 
Gmina została utworzona 1 stycznia 2016 roku z połączenia dwóch wcześniejszych gmin: Flaugnac oraz Saint-Paul-de-Loubressac. Siedzibą gminy została miejscowość Flaugnac.